# Приекуле
Приекуле (произношение) (на латвийски: Priekule) е град в югозападна Латвия, намиращ се в историческата област Курземе и в административен район Лиепая. През 1928 Приекуле официално получава статут на град. Населението му е 1934 жители (по приблизителна оценка от януари 2018 г.).